# Fernando Noy
Fernando Noy (San Antonio Oeste, Río Negro, 17 de noviembre de 1951) es un poeta, performer, actor, cantante, escritor, dramaturgo, letrista, dibujante, intérprete y representante de artistas. Su obra fue traducida a varios idiomas, figura en antologías poéticas junto a grandes poetas de todas las latitudes. Publica en diversos medios y revistas culturales del país, como Clarín, La Nación, en el suplemento Soy de Página 12 y en suplementos en otros países como Venezuela y Brasil. Tuvo programas radiales en Radio Nacional. Como actor participó en teatro, cine y televisión. Escribió para teatro y televisión. Sus letras fueron interpretadas por Fabiana Cantilo y Egle Martin. Participó del hipismo de los años '60 y '70 y fue protagonista del underground porteño en los años `80.

## Biografía
Vivió su infancia en Ingeniero Jacobacci, al sur de la Provincia de Río Negro. Nieto del mítico Malevo Noy “capo del abasto”, mencionado en un tango de Juan Carlos Cobián, en el libro “Café de Camareras” de Enrique Cadícamo y en “El Idioma de los Argentinos” de Jorge Luis Borges. 
Su papá era un “Dandy Porteño”, propietario del Hotel Ferroviario, animaba las noches de Ingeniero Jacobacci. Su infancia transcurrió entre fiestas y juegos de azar, entre cantantes porteñas y mapuches. 
‘‘(Papá) era el rey del juego y el azar, tenía un hotel y de noche allí se hacía la timba. Era como un mafioso del hastío, todos estaban tan aburridos que lo buscaban. Hacían unas fiestas muy lindas, venían mujeres de la Capital a cantar. Una que se llamaba Thelma Wilde cantaba así (e imita a una arrabalera): "Igual que baldosa floja salpico si alguien me pone el pie". Yo me crie con los indios mapuches de la pesada.‘‘
Los primeros indicios de su prodigiosa pluma fueron las innumerables cartas que le enviaba a su abuela, desde Río Negro a Buenos Aires, en las que incluía poesías. Siendo niño gana un primer concurso de poesía con una publicación hecha en la revista Touring Club, y hace una lectura del poema ganador en Radio Continental, de la mano de la mítica Blackie.

## Buenos Aires
Para realizar sus estudios secundarios debió viajar a Buenos Aires. Estuvo menos de un año como pupilo en el colegio militar Dámaso Centeno, en donde compartió el curso con un también adolescente Carlos García Moreno, el icono del rock Argentino, conocido popularmente como Charly García.
Estos años son los comienzos de su “Yire” por las calles de Buenos Aires. A los 13 años reemplazo a “Streya”, una reina travesti de los carnavales de Castelar, esa intensidad carnavalesca no volvería a repetirse hasta su estancia en Bahía, Brasil. 
A sus 14 años tomo contacto con Amelia Mirell, conocida como Alma Bambú, dueña del Teatro de Arte y estrella del cine mudo nacional, junto a ella tuvieron lugar sus primeras interpretaciones teatrales. Transitó por Avenida Corrientes en tiempos del “Circo de amor y paz” junto a grandes músicos de la escena nacional como Tanguito, Miguel Abuelo, el grupo Manal y Silvia Washington- la bagualera electrónica-. 
Su acercamiento con la intelectualidad del Instituto Di Tella lo puso en contacto con el Hipismo, uno de los movimientos que más lo influirá. De esta época es su amistad con Marta Minujín, Dalila Puzzovio y Charlie Squirru, entre otros tantos destacados de “la Manzana loca”.
Más tarde y casi por casualidad encontró en un estante un libro de Alejandra Pizarnik, el libro tenía una dedicatoria en la tapa con su teléfono, y sintió que debía llamarla. Una hilarante comunicación telefónica fue el principio de una profunda amistad, que sostuvieron durante los últimos tres años de vida de la Pizarnik. Ambos consumían anfetaminas, por lo que, como recuerda Fernando, no dormían nunca.
‘‘(La) cotidianidad estaba plagada de un transcurrir de fiesta delirante." 
Por razones económicas aceptó un trabajo como asistente de Paco Jamandreu, con quien también entablaría una sincera amistad, de esta relación nace uno de los relatos de su libro “Sofoco”.

### Brasil
En tiempos de la dictadura militar se auto exilia en Salvador de Bahía, en donde tuvo la posibilidad de sumergirse en el “tropicalísimo”.
"Cuando escuché a Vinicius me dije: ‘este es mi mundo’. Disfrutaba del carnaval, la fiesta era increíble, era el tiempo del Tropicalismo. Caetano Veloso acababa de retornar del exilio. Yo estaba deslumbrado por esa libertad absoluta. Fui tan feliz en Bahía… Allí fui un hippie más, vivíamos en una aldea de pescadores frente al mar, prácticamente sin ropa"
Vivió en una residencia abandonada por los Rolling Stones, en donde tiempo atrás había estado también Janis Joplin. Se llamaba “La Casa del Sol”, en la Aldea Hippie de Arembepe. 
Recién llegado ganó un premio de baile que le permitió instalarse, se convirtió en una leyenda del carnaval Bahiano por sus performances casi desnudo y sus insólitos vestuarios.
Fue Miembro del Festival Oficina Nacional Dança Contemporânea da Bahia, dirigido por Dulce Aquino, en el que participaron innumerables bailarines y compañías brasileñas así como también del resto del mundo como Alvin Ailey, Graciela Figueroa, Hugo Rodas y Klauss Vianna y Angel Vianna. Participó como bailarín en las puestas en escena de la bailarina y coreógrafa Lia Robatto.
Participó del regreso en la democracia de Caetano y Gal Costa.Trabajando en el departamento de prensa de los espectáculos de Caetano Veloso en el Teatro San Antonio y en el de María Bethania en la Plaza Pública, ambos eventos auspiciados por el DAC (Departamento de Asuntos Culturales) de la prefectura de Bahía. Produjo presentaciones de Mercedes Sosa, Gilberto Gil, Jimmy Cliff, Maurice Bèjart , Elis Regina, Hermeto Pascoal, Egberto Gismonti, Luiz Melodia y Zezé Motta, Era Encarnación y Divina Valeria entre otros. Se desarrolló como productor ejecutivo de espectáculos y como miembro de la Fundación Cultural del Estado de Bahía, representado a importantes empresas de Río de Janeiro y San Pablo como “Showmar” y "GL Promociones”.
Permaneció en Brasil por casi 10 años. Antes de retornar a la Argentina vivió durante dos años en París.

## Regreso a la Argentina
De regreso a Buenos Aires participó en el estallido de los `80. Con la democracia, el underground porteño explotaba en el Parakutural, en donde Fernando Noy se inspiraba y era fuente de inspiración con Batato Barea, Alejandro Urdapilleta y Humberto Tortonese.
En la discoteca Cemento estrenó su espectáculo Androrock, con la Banda Tetra Brick de la que formaba parte junto a ocho músicos. Entre corte y corte hacia sus presentaciones Batato. Y al igual que Batato Barea fue retratado por la artista Marcia Schvartz. 
En 1982 produjo el encuentro entre Mercedes Sosa, Raúl Carnota y Suna Rocha y posteriormente al encuentro produjo la opera folclórica póstuma “El Memorial de los cielos” compuesta por Gustavo “Cuchi” Leguizamon y en la que participaron el Chango Faria Gómez y el Mono Izaurralde, entre otros. 
En el Bauen produjo el ciclo “Del Tiempo de la Música” en el que participaron el Cuchi Leguizamon, Enrique Villegas, Oscar Cardozo Ocampo, Ollantay, El dúo Salteño y Leda Valladares.
Representó a Gustavo Chuchi Leguizamón, al Dúo Salteño y creó MPA (Músicos Populares Argentinos) junto al Chango Farias Gómez.
Produjo diversos recitales de Leda Valladares, Enrique Villegas, Oscar Cardozo Ocampo, Egle Martin, Laura Peralta, Sara Mamani y Susy Shock.
Originó en el Centro Cultural Ricardo Rojas los primeros recitales de la poeta Uruguaya Marosa di Giorgio. Y tradujo a la poeta Adelia Prado, quien también llegó al Rojas a presentar su primer libro en español “el Corazón Disparado”.
En el año 2011 participó en “La Jaula Abierta” un espectáculo musical con Rita Cortese, Lidia Borda, Teresa Parodi, Mavi Díaz, Sofia Spano, Dolores Solá, Carolina Peleritti entre otras artistas invitadas.
En el año 2012, representó a la Argentina en Festival Internacional de Poesía Trois-Rivières, en Canadá, considerada la capital mundial de la Poesía.
En el año 2013 participó de la Serenata Literaria - Noche de librerías, en LibreriaZivals. Junto a Rita Cortese.
En cine trabajó bajo la dirección de María Luisa Bemberg, Jorge Polanco, Edgard Navarro, Luis Ortega y Néstor Frenkel.
Hace más de 25 años, el barrio del Abasto es su lugar, en donde vive y escribe. Presentó tanto en Buenos Aires como el interior del país el espectáculo “Violeta Secreta”, junto a la cantante y compositora Cecilia Zabala. Este espectáculo está basado en temas inéditos de Cecilia Zabala y de Violeta Parra.
En el año 2014 publicó "Sofoco", su primer libro de relatos, en donde se combinan la fantasía con pasajes autobiográficos.
En el año 2015 se publicó “Historias del Under”, la versión literaria del programa televisivo que Noy condujo en Canal (á)
Es miembro de SADAIC, ARGENTORES y de la Sociedad de Escritores de Buenos Aires.

## Obras

### Obras poéticas
- El poder de nombrar (1971)
- Dentellada (1990)
- La orquesta invisible (2006)
- Hebra Incompleta (2006). Reúne los tres libros anteriores.
- Piedra en Flor (2012)

### Relatos
- Sofoco (2014)
- Historias del Under (2015)

### Biografías
- Te lo Juro por Batato (2002)

### Obras teatrales
- Tráfico de Tango
- Perlas Quemadas (1998)
- Ij, la exhalación
- El Publokornio (Dirigido por Rita Cortese y con música de Roy Elder)

### Traducciones
- El corazón disparado, de Adelia Prado.

## Espectáculos en los que participó[11]
- La banda sonora del día que cortaron la luz. (Basada en textos de Fernando Noy y Claudia del Río.)

- Violeta secreta. (Actor)

- Dickens 2012. (Actor)

- Necrodrama sobre Alejandra Pizarnik. (Voz en Off)

- Ay...mamita mía! (Dramaturgista)

- Umbrales ilícitos. (Texto)

- ¡IJ!...La Exhalación. (teatro erótico-poético) (Autor)

- Trébol De Cinco Bocas. (Actor)

- El nudo poético. (Dirigido por MariaLouiseAlemann)

- La Misa Punk. (junto a Geniol con Coca).

- El Publikornio (Dirigido por Rita Cortese y con música de Roy Elder)

### Cine
- La dama regresa. (Jorge Polaco)

- Yo, La peor de todas y Camila (María Luisa Bemberg)

- Verano Maldito. (Luis Ortega)

- Memoria Iluminada (Ernesto Ardito)

- De la Argentina (Werner Schroeter)

### Televisión
- Historias del Under, Guionista (Canal A)

## Reconocimientos y distinciones
- En el año 2004 fue incluido en la tapa del disco doble homenaje Mi vida con ellas de Fito Páez junto a Cecilia Roth, Dolores Fonzi, Claudia Puyó, Sonia Lifchitz, Rosario Delgado, Romina Cohn y Nora Lezano.

- En el año 2010 Un grupo de artistas rinden un homenaje en un video que circula en el canal YouTube. El video fue realizado bajo la dirección de J.R. Lemons y la producción Gastón Levar y Mosquito Sancineto. Para la empresa F24 Group. Cuenta con la participación de Carolina Peleritti, Teresa Parodi, Lidia Borda, Dolores Solá, Rita Cortese, Elvira Orphée y Luis Ortega.[12]